# Hubert Hannich
Hubert Hannich (* 23. August 1906;  zuletzt erwähnt 1990) war ein deutscher Politiker (CDU). Er war von 1950 bis 1952 Minister und Abgeordneter des Landtags von Sachsen-Anhalt.

## Leben
Hannich, von Beruf Kaufmann, arbeitete ab 1934 als Bücherrevisor. Während des Zweiten Weltkrieges musste er Kriegsdienst leisten und geriet 1945 in sowjetische Kriegsgefangenschaft. 
Nach der Rückkehr aus der Gefangenschaft 1947 wurde er Mitglied der CDU. Ab Juni 1950 fungierte er als Vorsitzender des CDU-Kreisvorstandes Stendal. Von 1950 bis 1952 war er Mitglied des Landtages von Sachsen-Anhalt. Bei der Neubildung der Regierung von Sachsen-Anhalt am 24. November 1950 wurde Hannich vom CDU-Landesvorstand als Minister für Handel und Versorgung nominiert und auf Vorschlag des Ministerpräsidenten Werner Bruschke vom Landtag gewählt. Er war Nachfolger des in die Bundesrepublik Deutschland geflüchteten Otto Kamps und bis zur Auflösung des Landes Sachsen-Anhalt im Sommer 1952 im Amt. Anschließend fungierte er als Stellvertreter des Oberbürgermeisters und Stadtrat der Stadt Halle (Saale). Im April 1959 empfing der Lord Mayor of London, Sir Harold Gillett, erstmals eine Delegation aus der DDR, zu der auch Hannich gehörte. Hanich arbeitete später als Justitiar in Halle, war Vorsitzender der Revisionskommission des CDU-Bezirksvorstandes Halle, Mitglied eines Stadtbezirksvorstandes der Gesellschaft für Deutsch-Sowjetische Freundschaft und eines HO-Beirates.
Zu seinem 75. Geburtstag im August 1981 wurde er mit dem Otto-Nuschke-Ehrenzeichen der CDU in Gold ausgezeichnet. Hannich wohnte zuletzt in Halle-Silberhöhe.